# 莫傑利夫
50°34′44″N 28°58′4″E / 50.57889°N 28.96778°E
莫傑利夫（烏克蘭語：Моделів）是烏克蘭北部的村莊，隸屬日托米爾州的日托米爾區。該村面積1.57平方公里，海拔高度199米，2001年人口394，人口密度每平方公里251.44人。